# Валамски архипелаг
Валамски архипелаг (Валам, рус. Валаамский архипелаг) је архипелаг у северном делу језера Ладога. Припада републици Карелији која се налази у саставу Руске Федерације. 
Архипелаг се састоји од преко 50 мањих острва укупне површине 36 km². Највеће острво (по коме је и цео архипелаг добио име) је острво Валам. Оно заузима две трећине површине целог архипелага (27,8 km²) и дугачко је 9,6 km а широко 7,8 km. Архипелаг је познат по Валамском манастиру који се налази на њему, као и по својим природним лепотама. Дужина обалне линије архипелага износи око 150 km и она је веома добро разруђена, а висина обала појединих острва достиже и 70 метара. На острвима у архипелагу се налази 10 мањих језераца.

## Природа
Природа на острву је повезана са положајем острва на језеру Ладога. Пролеће долази крајем марта. Лети, на Валамском архипелагу, има од 30-35 сунчаних дана више него на обали. Средња температура у јулу износи +17°C. Снег на острву углавном почиње да пада у децембру. Просечна температура у фебруару износи: −8°C.
На Валамском архипелагу расте преко 480 различитих биљних врста. Многе од тих биљака су на острво донели монаси из Валамског манастира. Од 1965. године архипелаг је заштићен као природно добро.

## Историја
Име острва потиче од угро-финске речи «валамо»која означава високу (горњу) земљу.
Нека од острва Валамског архипелага су насељена већ у 10. веку. У 12. веку острва су била део Новгородске републике. До 17. века припадала су Русији када их је заузела Шведска. Тада су Швеђани (1611. године) разрушили манастир који је обновљен тек 1715. године. Међутим Русија их је повратила мање од једног века касније. Када је почетком 19. века основана Велика кнежевина Финска у оквиру Руске царевине, Александар I Романов њој је припоио Валамски архипелаг. Године 1917. Валамски архипелаг је постао део независне државе Финске. Међутим поново је припојен Совјетском Савезу после Зимског рата.

## Становништво
Сем монаха на острву Валам живе и мирјани. Од инфраструктуре на острву се налази: предшколска установа, дом културе, основна школа и медицински центр.
Световно становништво на острву тренутно нема званичан административан статус. Становништво острва жели да добије званичан статус сеоског насеља, што би им омогућило да учествују у општинским изборима. Међутим за то им је потребна одлука врховног суда Карелије, а и руководство Валамског манастира се противи томе.